# Blue Miracle - A pesca per un sogno
Blue Miracle - A pesca per un sogno (Blue Miracle) è un film del 2021 diretto da Julio Quintana.
Il film è tratto da una storia vera di un orfanotrofio e dei suoi ragazzi che si rialzano dopo essere stati colpiti da un uragano nel 2014 a Cabo San Lucas, in Messico.

## Trama
Per cercare di risollevare il loro orfanotrofio colpito da un uragano un tutore e i suoi ragazzi decidono di chiedere aiuto al capitano di una barca in declino per cercare di vincere una gara di pesca molto redditizia.

## Distribuzione
Il film è stato distribuito sulla piattaforma Netflix a partire dal 27 maggio 2021.